# Il mio nome è Rosso
Il mio nome è rosso (titolo originale Benim adım Kırmızı) è un romanzo dello scrittore turco Premio Nobel Orhan Pamuk, pubblicato nel 1998.
È un libro narrativamente complesso e polifonico, occidentale ed orientale allo stesso tempo, articolato in 59 capitoli e narrati da distinti e divergenti punti di vista appartenenti ad una dozzina di personaggi, tra principali e secondari, fra cui figura anche Rosso, vale a dire il colore rosso, che dà il titolo al romanzo.

## Trama
Il libro inizia nel 1591 con la voce di un artista assassinato, la testa rotta, il cui corpo giace in fondo a un pozzo. Il morto è un doratore, soprannominato Raffinato Effendi, uno dei miniaturisti che lavoravano nei laboratori del sultano ottomano Murad III (1574-1595). Il sultano aveva ordinato ad uno dei suoi maestri miniaturisti, detto Zio Effendi, un manoscritto celebrante il millenario dell'egira. Il sultano desiderava che in questo manoscritto vi fosse un suo ritratto e che le illustrazioni dovessero essere realizzate secondo le tecniche europee, vale a dire utilizzando la prospettiva, in luogo della maniera degli antichi maestri di Herat e Tabriz.
La trama si svolge come un'inchiesta poliziesca, quasi alla maniera de Il nome della rosa di Umberto Eco, inchiesta che si incrocia con l'intrigo amoroso fra Nero, nipote di Zio Effendi, ex miniaturista appena rientrato ad Istanbul dopo un'assenza di dodici anni, e la giovane e bellissima vedova Şeküre, figlia di Zio Effendi. Fa da sfondo al libro un'atmosfera di "scontro" tra la tradizione ottomana, il fanatismo del predicatore Nusret di Erzurum, e l'ammirazione che alcuni personaggi - Nero, Zio Effendi, il Sultano ed alcuni miniaturisti - provano per le opere della scuola veneziana, e quindi, di riflesso, per l'occidente cristiano.
Orhan Pamuk lascia l'epilogo del romanzo a Şeküre (il nome della propria madre), la quale conclude tutta la storia trasmettendola al proprio figlio Orhan che poi la metterà per iscritto.

## Personaggi
- Raffinato Effendi, il miniaturista assassinato il cui racconto in prima persona apre il romanzo
- Nero, ex miniaturista appena ritornato ad Istanbul dalla Persia, dopo un'assenza di dodici anni
- Zio Effendi, zio materno di Nero, incaricato dal sultano di creare in segreto un libro illustrato secondo lo stile occidentale
- Şeküre, la bellissima figlia di Zio Effendi della quale Nero è innamorato
- Shevket, figlio maggiore di Şeküre
- Orhan, figlio minore di Şeküre
- Hasan, fratello minore del marito di Şeküre
- Hayriye, giovane schiava al servizio della famiglia di Şeküre
- Maestro Osman, capo del laboratorio di miniatura del Sultano
- Farfalla, maestro miniaturista
- Cicogna, maestro miniaturista
- Oliva, maestro miniaturista
- Esther, donna ebrea, venditrice di corredi e portalettere non ufficiale
- Nusret di Erzurum, fanatico predicatore musulmano, si oppone alle caffetterie ed ai dipinti

## Edizioni
Edizioni originali
- Benim adım Kırmızı, Istanbul: İletişim Yayınları, 1998. Prima edizione.

Traduzione italiana
- Orhan Pamuk, Il mio nome è rosso, traduzione di Marta Bertolini e Şemsa Gezgin, Einaudi, 2001.